# Adam Chmielewski
Adam Janusz Chmielewski (ur. 6 stycznia 1959 w Łaszczowie, woj. lubelskie) – polski filozof. 

## Życiorys
Absolwent filozofii Uniwersytetu Wrocławskiego, profesor w Instytucie Filozofii Uniwersytetu Wrocławskiego. Szef wrocławskiego biura do spraw Europejskiej Stolicy Kultury 2016.  W 2008 odznaczony Srebrnym Krzyżem Zasługi.